# Sisillius I
Sisillius I (Welsh: Seisyll I) was een fictieve, mythische koning van Brittannië. Hij wordt genoemd in het werk Historia regum Britanniae van Geoffrey of Monmouth. Sisillius zou als koning hebben geregeerd van 735 v.Chr. tot 721 v.Chr., en was de opvolger van koning Gurgustius.
Er wordt door Geoffrey of Monmouth niet vermeld wie de vader van Sisillius was. Latere auteurs hebben geschreven dat Sisillius de zoon was van Gurgustius, maar anderen stelden dat ze broers van elkaar waren.
Sisillius zou worden opgevolgd door Jago, de neef van Gurgustius. Kimarcus, de zoon van Sisillius, volgt later Jago weer op.